# Braniff-International-Airways-Flug 542
Auf dem Braniff-International-Airways-Flug 542 verunglückte am 29. September 1959 eine Lockheed L-188 Electra der Braniff International Airways, nachdem die Maschine in der Luft auseinandergebrochen war. Bei dem Unfall kamen alle 34 Insassen der Maschine ums Leben. Die Unfallursache konnte erst mit den Ermittlungen zum Absturz einer weiteren Lockheed L-188 Electra auf Northwest-Airlines-Flug 710 ermittelt werden.

## Flugzeug
Bei der verunglückten Maschine handelte es sich um eine Lockheed L-188 Electra mit der Werknummer 1090, die am 4. September 1959 ihren Erstflug absolvierte und am 18. September, nur elf Tage vor ihrem Absturz, mit dem Luftfahrzeugkennzeichen N9705C erstmals an die Braniff International Airways ausgeliefert wurde. Das viermotorige Schmalrumpfflugzeug war mit vier Turboproptriebwerken des Typs Allison 501-D13 ausgestattet. Die kumulierte Betriebsleistung der Maschine zum Zeitpunkt des Unfalls belief sich auf 132 Betriebsstunden.

## Flugverlauf
Der nächtliche Inlandsflug mit der Flugnummer 542 sollte vom Houston International Airport zum LaGuardia Airport führen, Zwischenstopps waren auf dem Dallas Love Field und dem Washington National Airport geplant. Vor dem Abflug mussten Arbeiten am Generator des Triebwerks Nr. 3 vorgenommen werden, wodurch sich der Abflug verzögerte. Die Maschine rollte um 22:37 Uhr Ortszeit mit 22-minütiger Verspätung vom Flugsteig in Houston ab. Die Startfreigabe wurde um 22:40 Uhr erteilt, um 22:44 Uhr hob die Maschine ab. Der erste Flugabschnitt nach Dallas sollte 41 Minuten dauern. Die Flugsicherung in Houston erteilte die Freigabe zum Steigflug auf 9000 Fuß (ca. 2740 Meter) und wies die Besatzung an, sich nach dem Überfliegen des "Gulf-Coast"-Markers bei der Flugsicherung von San Antonio zu melden.
Die Besatzung meldete sich um 22:51 und 22:52 per Funk beim Kommunikationszentrum von Braniff Airways und kurz darauf, wie angewiesen, bei der Flugsicherung von San Antonio, die eine Freigabe für einen Steigflug von 9000 Fuß auf 15.000 Fuß erteilte und die Besatzung anwies, sich bei der Luftaufsicht in Fort Worth zu melden.

## Unfallhergang
Kurz nach der Abwicklung des Funkverkehrs mit der Flugsicherung in San Antonio meldeten sich die Piloten um 23:07 Uhr beim Kommunikationszentrum von Braniff Airways und gaben an, dass ihre Maschine gewartet werden müsse. Dies war der letzte Funkspruch der Besatzung.
Die Maschine brach gegen 23:09 Uhr 3,8 Meilen (ca. 6,1 km) südöstlich von Buffalo, Texas auseinander. Es kam zu einem Strukturversagen der linken Tragfläche. Die Maschine stürzte zu Boden. Alle 34 Insassen kamen dabei ums Leben. Zum Zeitpunkt des Absturzes hatten sich keine weiteren Flugobjekte in der Umgebung befunden.

## Unfalluntersuchung
Da zum Zeitpunkt des Unfalls noch keine Flugdatenschreiber in Flugzeugen verbaut wurden, erwies sich die Bestimmung der Absturzursache als schwierig. Die Untersuchung wurde durch das Civil Aeronautics Board (CAB) geführt.
Ein Großteil des Wracks der Maschine lag in einem Kartoffelfeld. Die linke Tragfläche wurde in einer Meile (ca. 1,6 km) Entfernung aufgefunden, dazwischen befand sich ein breit gestreutes Trümmerfeld. Die Entfernung von den ersten Trümmerfunden entlang der Flugstrecke bis zum Einschlagkrater der Flugzeugnase betrug 13.900 Fuß (ca. 4,3 km). Nachdem die Ermittler mehrere Augenzeugen interviewt und das Trümmerfeld inspiziert hatten, kamen sie zu dem Schluss, dass das Strukturversagen im Bereich der linken Tragfläche begonnen hatte. Es konnte festgestellt werden, dass das Strukturversagen durch ein Flattern verursacht wurde. Die Maschine sei anschließend in der Luft in mehrere große Teile auseinandergebrochen. Das Trümmerfeld konzentrierte sich an drei Punkten besonders – am Einschlagkrater der Flugzeugnase, am Einschlagkrater der Mittelsektion sowie an dem Punkt, wo das Heck der Maschine aufschlug. Der Einschlagkrater der Flugzeugnase hatte eine Tiefe von etwa 4 Fuß (ca. 1,2 Meter) und bildete den am weitesten in Richtung Osten gelegenen Punkt des Trümmerfeldes. Der Einschlagkrater der Mittelsektion war 200 Fuß (ca. 60 Meter) entfernt, die Hecksektion befand sich in weiteren 250 Fuß (ca. 75 Meter) Entfernung.
Der Grad der Zerstörung war enorm, nur wenige Komponenten waren ohne Weiteres identifizierbar. Da es nach dem Aufschlag im Bereich der Einschlagkrater zu Bränden gekommen war, wurden mechanische Komponenten zerstört, sodass die Ermittler diese keinen Funktionsprüfungen unterziehen konnten.
Die Ermittler schlossen aus ihren Untersuchungen, dass der Unfall durch ein Flattern verursacht wurde, Wirbel-Modus genannt, bei dem die Vibrationen der Triebwerke auf die Flugzeugstruktur übertragen werden. Die genaue Ursache für die Schwingungsübertragung blieb zunächst jedoch ungeklärt und die Untersuchung geriet ins Stocken.

### Weiterer Zwischenfall im März 1960
Am 17. März 1960 verunglückte auf dem Northwest-Airlines-Flug 710 erneut eine Lockheed L-188 Electra der Northwest Airlines, nachdem die Maschine in der Luft auseinandergebrochen war. Das Materialversagen konnte in diesem Fall ebenfalls auf ein Flattern zurückgeführt werden. Die Ermittler stellten ferner fest, dass dieses durch eine Materialschwäche im Bereich eines Triebwerkspylons verursacht worden war. Das Phänomen bezeichneten die Ermittler als Wirbel-Modus, konnten jedoch die Ursache für die Strukturschwächung zunächst nicht nachvollziehen. Im Laufe der Untersuchungen konnte ermittelt werden, dass es bei einem harten Aufsetzen zu einer unbemerkten Schwächung des Triebwerkspylons gekommen war, die in dem Flattern resultierte. Durch Windkanaltests, die bei der NASA mit einem speziell für diesen Zweck angefertigten Modell einer Lockheed Electra im Maßstab 1:8 durchgeführt wurden, konnte nachgewiesen werden, dass es unter den errechneten Parametern zu einem Strukturversagen kommen konnte. An der Versuchsmaschine brach die rechte Tragfläche inklusive beider Triebwerke ab.

### Abschlussbericht
Die Erkenntnisse aus der Unfalluntersuchung zu dem Northwest-Airlines-Flug 710 konnten auch auf den Absturz der Braniff-Maschine angewendet werden. Die Ermittler des CAB schlossen demnach, dass es auch an dieser Maschine bei einer früheren harten Landung oder einem ähnlichen Manöver zu einer strukturelle Beschädigung des Triebwerkpylons gekommen war, der in einer Schwingungsübertragung auf die Tragflächenstruktur resultierte und schließlich zum Abriss der Tragfläche mitsamt Triebwerken geführt hatte. Der Abschlussbericht wurde am 28. April 1961 veröffentlicht.

### Folgen
Infolge der Untersuchungsergebnisse änderte Lockheed das Design der Triebwerksgondeln und -pylone dahingehend, dass Wirbel-Modus-Szenarien nicht mehr auftreten konnten. Bei allen Flugzeugen wurden umfangreiche Verstärkungen an den Triebwerksgondeln und an der Flügelstruktur vorgenommen. Seitdem ist es zu keinen weiteren Zwischenfällen dieser Art mit der Lockheed L-188 Electra gekommen.